# Asprenas dubius
Asprenas dubius är en insektsart som beskrevs av Carl 1915. Asprenas dubius ingår i släktet Asprenas och familjen Phasmatidae. Inga underarter finns listade.